# Миле Кекін
Мілан «Міле» Кекін ( Bretten, 11 січня 1971  ) — хорватський музикант, автор пісень і співак рок-групи Hladno pivo . Також він зіграв кілька другорядних ролей у вітчизняних телесеріалах, а також у кількох фільмах. 

## Біографія
Мілан Кекін народився в Німеччині, звідки переїхав до Біг, в Тузлі, де закінчив сьомий і восьмий класи початкової школи. Після смерті батька він переїхав з родиною до Загреба. Він професор німецької та англійської мов.
У Загребі він заснував панк-рок гурт Hladno pivo з іншими пацанами з Гайлiцi, такими як Кекін, і їх першим продюсером був Олександр Драгаш.
У 2001 році співачка «Хладного пива» випустила з групою інших музикантів альбом «У два ока» під назвою «Міле і Путниці». Інші музиканти: Володимир Мірчета на гітарі, Маріо Рашич на басу, Крістіян Зебіч на барабанах і Віктор Ліпіч на клавішних. 
Міле Кекін знявся в хорватському серіалі » Розбійники і принцеси » еротомана Саші, а також в епізоді серіалу » Закон! », як водій мікроавтобуса.  Він також знімався у фільмах » Макс Шмеллінг », « Я вірю в ангелів », « Це не кінець », « Твоя маленька ручка » і в кіно « Заспівай щось любовне »  за назвою однойменної пісні Гладного пива. Останнім фільмом, який він зняв, був «Національний герой» Ліліян Відіч, у якому він зіграв банкомат.

## Фільмографія

### Телевізійні ролі
- « Виродки та принцеси » як Saša/erotman ( 2005 – 2010 )
- « Закон! » в ролі водія вантажівки ( 2009 )
- « Чорно - білий світ » як німецький партнер ( 2015 )

### Ролі у кiно
- " Заспівай щось любовне " як власник клубу ( 2007 )
- « Національний герой Ліліян Відіч » як банкомат ( 2015 )

### Синхронізація
- « Бігун по зебрах » як Zujo ( 2005 )
- « Жовта хвилина » як Gojko Hrabrić ( 2005 )
- Сезон полювання в ролі північного оленя ( 2006 )
- « Грім » ( 2008 )
- « Семмі в дорозі навколо світу » як Роко ( 2010 )
- « Смурфіки 2 » як Hackus ( 2013 )
- « Елвін і бурундуки: Велика пригода » в ролі агента Джеймса Саггса ( 2015 )

## Icточняки
1. ↑  Freebase Data Dumps — Google.
2. ↑  naslovi.net[недоступне посилання] preneseno iz biografije Hladnog piva Trening za umiranje Aleksandra Dragaša
3. ↑  dnevni avaz.ba [Архівовано 21. travnja 2012. у Wayback Machine.] intervju, Milan Kekin
4. ↑  croatian music.info. Архів оригіналу за 2 квітня 2015. Процитовано 11 липня 2024.
5. 1 2  imdb